# Joeropsis tobagoensis
Joeropsis tobagoensis là một loài chân đều trong họ Joeropsididae. Loài này được Kensley & Schotte miêu tả khoa học năm 1994.